# Nicholas Alvel
Nicholas Alvel fue un pirata inglés activo en el mar Jónico a principios XVII (alrededor de 1603). Junto con Christopher Oloard, se dice que capturó dos barcos venecianos y los llevó a Modona, Grecia, entonces bajo control del imperio otomano. Los venecianos toman represalias y los capturan. Christopher Oloard es sentenciado a ser ahorcado pero parece ser que Alvel de alguna forma escapó a su castigo.